# Rudolf Braune

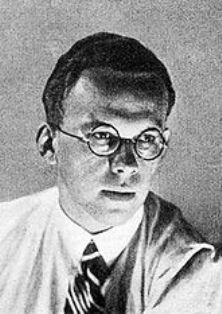
Rudolf Braune

Rudolf Braune (* 16. Februar 1907 in Dresden; † 12. Juni 1932 bei Düsseldorf) war ein deutscher Schriftsteller und Journalist.

## Leben
Rudolf Braune war der Sohn eines Eisenbahnbeamten. Er besuchte ein Gymnasium oder eine Realschule in Dresden und verließ die Schule vermutlich bereits mit 14 Jahren, um Buchhändler zu werden. 1925 gab er mit befreundeten Schülern die scharf antibürgerliche Zeitschrift MOB heraus, die nach vier Ausgaben wegen der Intervention der Schulbehörden wieder eingestellt wurde.
Braune ging 1927 als überzeugter Kommunist nach Düsseldorf, wo er als Buchhändler arbeitete und vermutlich ein Volontariat bei der kommunistischen Tageszeitung Freiheit absolvierte. Parallel veröffentlichte er Artikel in der Weltbühne und in der Frankfurter Zeitung. In der Freiheit erschienen die meisten journalistischen Arbeiten Braunes, darunter auch in Fortsetzungen sein erster Roman Der Kampf auf der Kille. Zwei weitere Romane (Das Mädchen an der Orga Privat und Junge Leute in der Stadt) wurden 1930 und 1932 veröffentlicht. Das Erscheinen von Junge Leute in der Stadt erlebte Braune bereits nicht mehr, da er beim Schwimmen im Rhein ertrunken war.
Braunes Werke sind als Arbeiterliteratur zwar weitgehend in Vergessenheit geraten, sie gelten jedoch wegen ihrer ungewöhnlichen Stilsicherheit und, bei aller Parteilichkeit, differenzierten Personenzeichnung und Handlungsführung als bedeutende Beispiele der erzählerischen Neuen Sachlichkeit in der deutschen Literatur.

## Werke
- Der Kampf auf der Kille. Die Geschichte einer Woche. Erstdruck 1928 in Fortsetzungen in der Düsseldorfer KPD-Zeitung Freiheit.
  - Der Kampf auf der Kille. Die Geschichte einer Woche. Neues Leben, Berlin 1978.
  - Der Kampf auf der Kille. Online beim Projekt Gutenberg
- Das Mädchen an der Orga Privat. Ein kleiner Roman aus Berlin. Societäts-Verlag, Frankfurt a. M. 1930. Digitalisat
  - Das Mädchen an der Orga Privat. Ein kleiner Roman aus Berlin. Mit einem Nachwort von Otto Gotsche. Dietz Verlag, Berlin 1960. (=Rote Dietz Reihe 2)
  - Das Mädchen an der Orga Privat. Jaron Verlag, Berlin 2022, ISBN 3-89773-971-2
- 82 Unterschriften. In: Die Linkskurve. 2. Jg. Nr. 11. November 1930, S. 27.
- In einer westdeutschen Industriestadt. In: Die Linkskurve. 3. Jg. Nr. 9. September 1931, S. 4.
- Herr Werfel zieht in den Krieg. In: Die Linkskurve. 4. Jg. Nr. 2. Februar 1932, S. 1–21.
- Junge Leute in der Stadt, Agis-Verlag, Berlin [u. a.] 1932.
  - Junge Leute in der Stadt. Verlags-Genossenschaft Ausländischer Arbeiter in der UdSSR, Moskau 1935.
  - Junge Leute in der Stadt. Roman. Illustrationen von Paul Rosié. Dietz Verlag 1958.
- Rudolf Braune Lesebuch, Edition Virgines, Düsseldorf 2015, ISBN 978-3-944011-30-1

## Verfilmungen
- 1967: Das Mädchen an der Orga Privat (TV)
- 1985: Junge Leute in der Stadt – Regie: Karl Heinz Lotz

## Hörspiele
- 1976: Das Mädchen an der Orga Privat – Regie: Barbara Plensat (Berliner Rundfunk)